# Paradiso fiscale
Il detto paradiso fiscale (probabile traduzione errata di tax haven, traducibile come "rifugio fiscale") indica comunemente uno Stato che garantisce un prelievo fiscale basso o addirittura nullo in termini di tasse sui depositi bancari. Tale scelta attrae molto capitale dai paesi esteri in cambio di una tassazione estremamente ridotta. Dal punto di vista del contribuente il cosiddetto paradiso fiscale è un rifugio dalla tassazione sui redditi, annoverabile talvolta come tecnica di elusione fiscale.

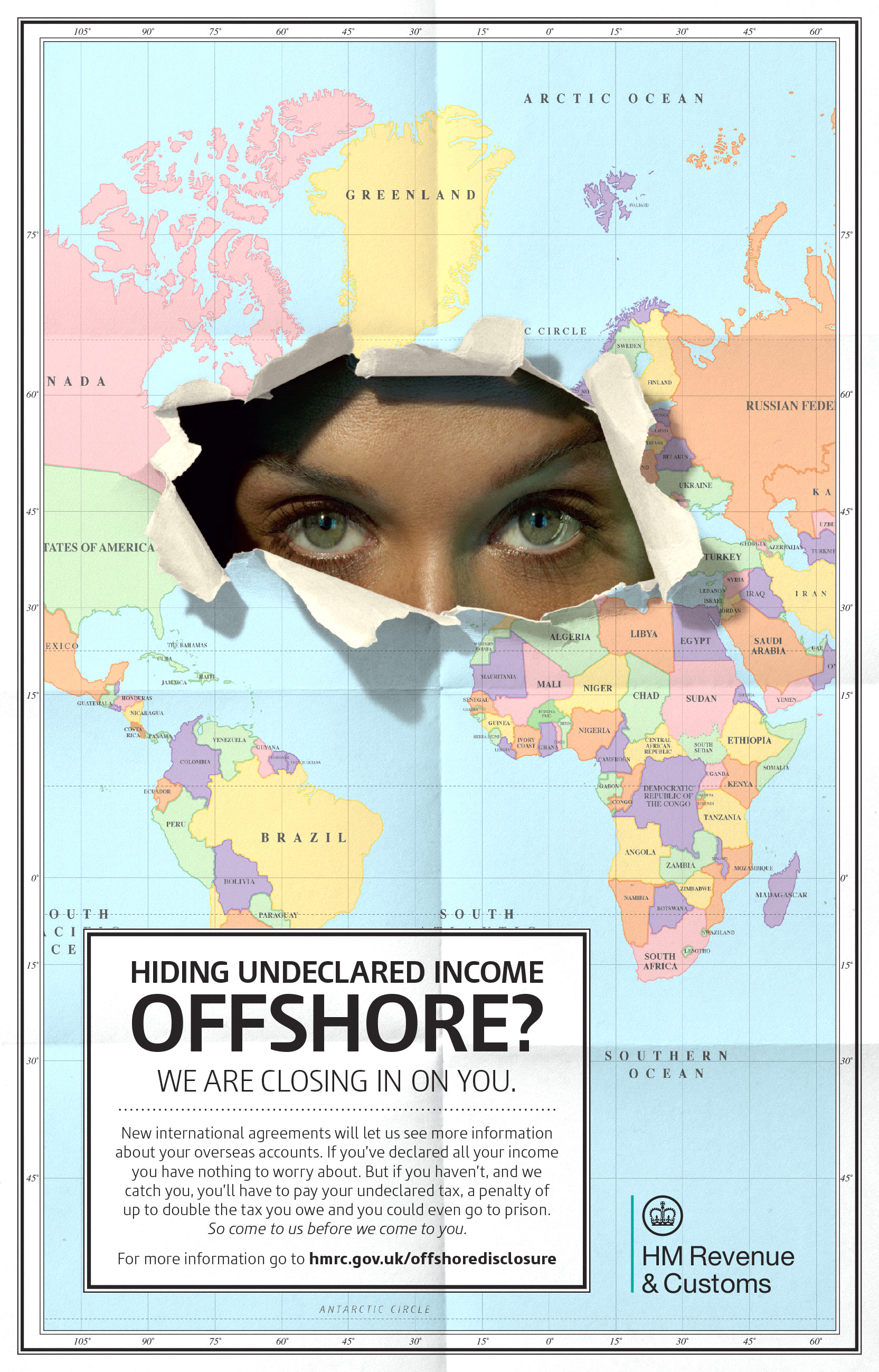
Poster pubblicato dalle autorità fiscali britanniche per contrastare l'evasione fiscale offshore.

Nella teoria del saccheggio legale di Frédéric Bastiat è uno dei meccanismi per trasferire la ricchezza a una élite transnazionale.

## Storia
Il 22 novembre 2023 l'ONU ha approvato a larga maggioranza una risoluzione voluta dai Paesi africani che chiede di ridefinire una cornice quadro per una nuova normativa sulla tassazione internazionale dei profitti.

## Descrizione
Il paradiso fiscale in sé non pare essere una novità della recente epoca di globalizzazione, essendovi evidenza di fenomeni analoghi già nell'Antica Grecia, oltre che in periodo medievale. Ciò che si è registrato negli ultimi anni, in particolare dalla crisi finanziaria del 2008 in poi, è una crescente attenzione dei paesi OCSE alle enormi perdite in termini di entrate fiscali derivanti da questi meccanismi di evasione ed elusione. Nei paradisi fiscali si riscontra un tipico regime di imposizione fiscale molto basso o assente, che rende conveniente stabilire in questi Paesi la sede di un'impresa (come ad esempio le società offshore), oppure regole particolarmente rigide sul segreto bancario, che consentono di compiere transazioni coperte.  Inoltre, le regole societarie consentono l'emissione di azioni al portatore, un insieme ridottissimo di formalità societarie e contabili e regole favorevoli per l'impiantazione di servizi finanziari, (come per esempio regole minime per ottenere licenze che consentano di operare fondi di investimento).
Una classificazione dei paradisi fiscali può farsi distinguendo le seguenti categorie:
1. Pure Tax Haven: non impone tasse oppure solo una o più di valore nominale e garantisce l'assoluto segreto bancario, non scambiando informazioni con altri stati;
2. No Taxation on Foreign Income: è tassato solo il reddito prodotto internamente;
3. Low Taxation: modesta tassazione fiscale sul reddito ovunque generato;
4. Special Taxation: Paesi dal regime fiscale impositivo paragonabile a quello dei Paesi considerati a tassazione normale, ma che permettono la costituzione di società particolarmente flessibili.

L'elenco dei paradisi fiscali, o Paesi con regime fiscale privilegiato, è lungo. In particolari condizioni, possono creare quello che la OCSE, nel rapporto "Harmful Tax Competition: An Emerging Global Issue", definisce concorrenza fiscale dannosa. 
Secondo lo schema indicato dall'OCSE, questi sono i punti chiave che permettono di individuare un regime fiscale dannoso:
- imposizione fiscale bassa o prossima allo zero;
- sistema "ring fenced", cioè tassazione con ampia disparità tra i redditi generati all'interno o all'esterno;
- assenza di trasparenza delle transazioni effettuate;
- mancanza di scambio d'informazioni con altri paesi;
- elevata capacità di attrarre società aventi come unico scopo quello di occultare movimenti di capitale, in assenza di effettiva attività economica ivi svolta.

Il paradiso fiscale fa gola sia alle aziende multinazionali e di più modeste dimensioni con lo scopo di pagare il minor numero d'imposte, sia a organizzazioni criminali.
Gli Stati si trovano di fronte al costante dilemma della repressione dei paradisi fiscali. Come è facilmente intuibile, le cifre in gioco sono enormi: secondo l'organizzazione non-governativa Tax Justice Network, gli assets finanziari presenti nei paradisi fiscali nel periodo tra il 2012 e il 2016 oscillerebbero tra 7-8 e 21-36 trilioni di dollari. La loro totale eliminazione porterebbe non soltanto un danno alle organizzazioni criminali, scopo che è sicuramente da perseguire con ogni mezzo, ma anche alle imprese che svolgono attività formalmente legali.
Numerose imprese dovrebbero pagare più tasse e la minore disponibilità di capitali sicuramente inciderebbe sullo sviluppo economico dell'impresa stessa. Ma al minor sviluppo economico delle imprese corrisponderebbe una maggior quantità di denaro a disposizione degli stati. 
La questione, per concludere, è a livello geopolitico ed è quella di trovare una maggiore regolamentazione ed un'armonizzazione del sistema impositivo, che permetta una svolta nella concorrenza fiscale tra imprese.
L'Olanda è il luogo prescelto da numerosi schemi di ottimizzazione fiscale delle multinazionali, grazie a una legislazione che al 2018 richiedeva ai beneficiari di dimostrare la proprietà di una sede legale e di aver sostenuto 100.000 euro di spese per il personale nel corso dei dodici mesi precedenti. Amsterdam è il domicilio fiscale delle seguenti società: Ikea, Unilever, Shell, Adidas, Niken,  e l'italiana FCA (la cui sede legale è a Londra). La legislazione fiscale dei Paesi Bassi è correlata all'alto livello di indebitamento delle famiglie olandesi, che nel 2019 era pari al 220% del PIL nazionale e molto al di sopra della media europea, impedendo l'esistenza di un risparmio privato e di una raccolta bancaria sufficienti per garantire un'adeguata capitalizzazione degli impieghi operativi degli istituti di credito.

### Nuovi orizzonti: i paradisi fiscali nel cyberspazio
Non vi è una definizione specifica di criptovalute, ma molti policy-maker sembrano concordare sulla loro qualificazione come una sotto-categoria delle "valute virtuali". Dal Settembre 2012 – quando Mitt Romney, candidato alla presidenza degli Stati Uniti, fu vittima di un tentativo di estorsione avente ad oggetto la richiesta di un milione di dollari in Bitcoin – l'attenzione dell'opinione pubblica si è concentrata sulle cripotovalute. Il tentativo di estorsione fallì, ma molti accademici iniziarono a chiedersi quali fossero i rischi, anche in termini di evasione fiscale, di questi nuovi strumenti. Alcuni, come il prof. Omri Marian, hanno sottolineato come le criptovalute e il cyberspazio siano i paradisi fiscali del futuro. 
Come spiegato dal prof. Marian:
- i guadagni non sono soggetti ad imposizione fiscale, non essendo la distributed ledger[12] parte di o essa stessa una giurisdizione: le criptovalute sono accumulate in conti cyber-spaziali, conosciuti come "portafogli";

- l'anonimato dei partecipanti è garantito: è possibile avere un numero illimitato di portafogli senza fornire alcuna informazione utile per l'identificazione;

- le operazioni effettuate attraverso l'utilizzo dei Bitcoin avvengono in modalità peer-to-peer, pertanto non dipendono dall'esistenza di intermediari finanziari come le banche[13].

Ed è proprio la garanzia dell'anonimato, oltre all'assenza di attori istituzionali “classici” come governi ed intermediari finanziari, che rende il contrasto ai fenomeni criminali nel cyberspazio così ostico. Benché alcune proposte siano state avanzate, si è ben lontani dall'approccio di sistema utilizzato per i paradisi fiscali "terrestri".

## Stati e territori dichiarati paradiso fiscale

### Italia
Il decreto ministeriale 4 maggio 1999 individua una lista di Stati e territori aventi un regime fiscale privilegiato:
1. Alderney
2. Andorra
3. Anguilla
4. Antigua e Barbuda
5. Antille Olandesi[14]
6. Curaçao
7. Sint Maarten
8. Municipalità Speciali dei Paesi Bassi
9. Aruba
10. Bahamas
11. Bahrein
12. Barbados
13. Belize
14. Bermuda
15. Brunei
16. Cipro
17. Costa Rica
18. Dominica
19. Emirati Arabi Uniti
20. Ecuador
21. Filippine
22. Gibilterra
23. Gibuti
24. Grenada
25. Guernsey
26. Hong Kong
27. Isola di Man
28. Isole Cayman
29. Isole Cook
30. Isole Marshall
31. Isole Vergini Britanniche
32. Jersey
33. Libano
34. Liberia
35. Liechtenstein
36. Macao
37. Malaysia
38. Maldive
39. Malta
40. Maurizio
41. Montserrat
42. Nauru
43. Niue
44. Oman
45. Panama
46. Polinesia Francese
47. Monaco
48. San Marino
49. Sark
50. Seychelles
51. Singapore
52. Saint Kitts e Nevis
53. Saint Lucia
54. Saint Vincent e Grenadine
55. Taiwan
56. Tonga
57. Turks e Caicos
58. Tuvalu
59. Uruguay
60. Vanuatu
61. Samoa

### Europa
Il 5 dicembre 2017 il Consiglio Europeo approvò una lista di giurisdizioni non cooperative.
Al 27 febbraio 2020 tale lista comprende i seguenti stati:
1. Figi
2. Guam
3. Isole Cayman
4. Isole Vergini Americane
5. Oman
6. Palau
7. Panama
8. Samoa
9. Samoa Americane
10. Seychelles
11. Trinidad e Tobago
12. Vanuatu

| Posizione | Nazione                   |
| --------- | ------------------------- |
| 1         | Bermuda                   |
| 2         | Isole Cayman              |
| 3         | Paesi Bassi               |
| 4         | Singapore                 |
| 5         | Irlanda                   |
| 6         | Lussemburgo               |
| 7         | Curaçao                   |
| 8         | Hong Kong                 |
| 9         | Cipro                     |
| 10        | Bahamas                   |
| 11        | Jersey                    |
| 12        | Barbados                  |
| 13        | Maurizio                  |
| 14        | Isole Vergini Britanniche |

## Galleria d'immagini

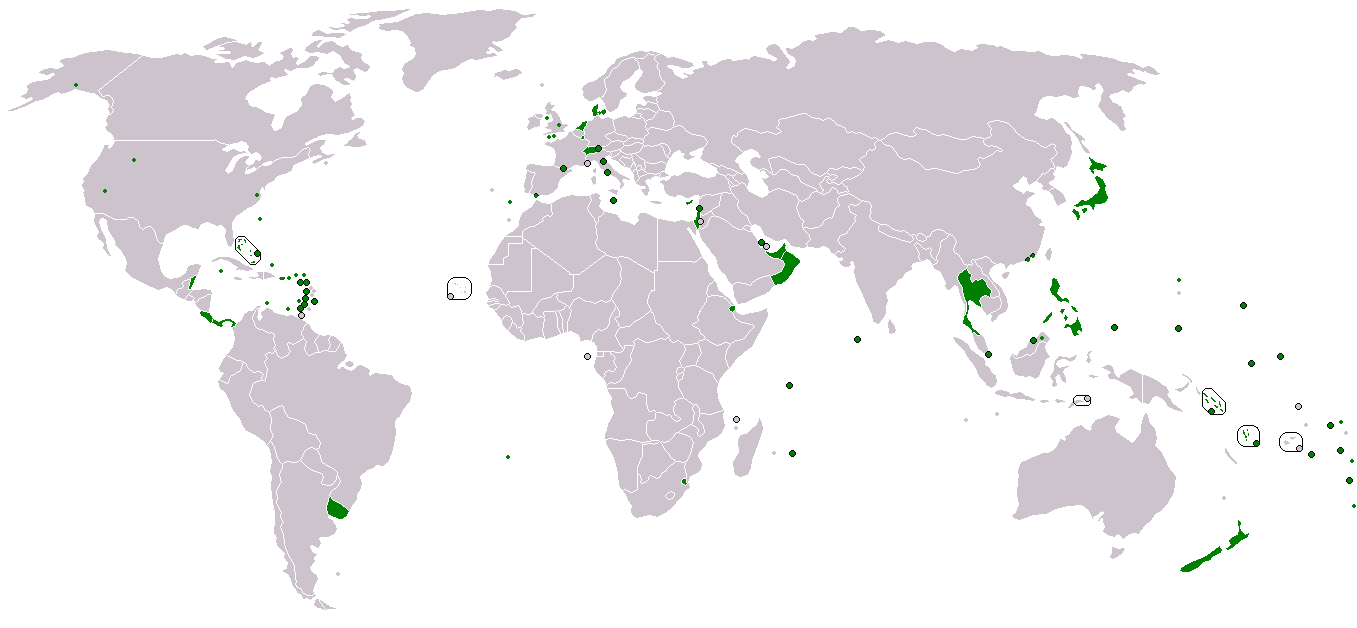
Centri finanziari offshore (2010)

La mappa dei paradisi fiscali, utilizzando l'elenco proposto nel 2007 dal "Stop Tax Haven Abuse Act", un disegno di legge introdotto da Carl Levin e deliberato dal Congresso degli Stati Uniti.
Gli Stati Uniti stessi sono spesso considerati un paradiso fiscale.

## Le politiche di contrasto internazionale ai paradisi fiscali
Le iniziative dell'OCSE in materia di contrasto ai paradisi fiscali si sviluppano attraverso alcune tappe fondamentali.

### Il sistema delle liste
Dopo l'11 settembre 2001, l'OCSE si è concentrata sull'individuazione delle possibili fonti di finanziamento del terrorismo internazionale, in particolare (nell'individuazione dei paradisi fiscali) sul rispetto della trasparenza e sullo scambio di informazioni. 
A seguito del G20 di Londra del 2009, i Paesi partecipanti hanno dichiarato la loro volontà di combattere i paradisi fiscali e le giurisdizioni non cooperative, adottando tutte le misure idonee a proteggere il sistema finanziario e le finanze pubbliche, implementando standard di trasparenza e scambio di informazioni, nonché abolendo il segreto bancario.
Appartengono alla lista degli Stati che hanno implementato tali standard internazionali i maggiori Paesi industrializzati e i Paesi che abbiano stipulato almeno 12 accordi specifici sullo scambio di informazioni, raggiungendo così il numero minimo di agreements fissato dall'OCSE per poter essere inclusi nella white list. Al riguardo, poiché è sufficiente concludere formalmente almeno 12 TIEAs, Bilicka e Fuest, si sono chiesti se i Paradisi Fiscali abbiano scelto i loro paesi partner in modo strategico o meno: ossia se abbiano preferito concludere tali accordi con paesi con i quali hanno forti legami economici o se invece abbiano sistematicamente evitato di farlo, in modo che lo scambio di informazioni rimanga inefficace. Il risultato della loro ricerca rileva come, diversamente dalle aspettative, prevalga la prima ipotesi.
Nella grey list, invece, figurano gli Stati che si sono impegnati ad adottare tali standard, ma che non vi hanno tuttavia ancora dato attuazione, non avendo concluso alcun accordo specifico in materia di scambio di informazioni, ed infine nella black list rientrerebbero gli Stati che non hanno ancora manifestato alcun impegno in tal senso. 
Il principio di Name and Shame, ovverosia la compilazione di liste aventi ad oggetto l'etichettatura di alcuni Paesi come “paradisi fiscali”, ha rivelato tuttavia i suoi limiti. L'effetto negativo che ricadrebbe sul paese listato sembrerebbe derivare, più che dall'inserimento nella lista in sé, da fattori come l'efficacia dei mercati finanziari internazionali o da caratteristiche proprie del paese listato. Paradossalmente si è riscontrato un fenomeno inverso: l'indicazione di un determinato Paese nella lista dei paradisi fiscali ha svolto la funzione di una sorta di certificazione ufficiale di opacità, invogliando i potenziali evasori a rivolgersi proprio a quel Paese listato.
In questo contesto appare evidente la necessità della definizione di un indicatore quantitativo, e non qualitativo, di opacità dei presunti paradisi fiscali, come ad esempio la densità delle imprese o degli intermediari finanziari in un determinato Stato rispetto alla popolazione residente, oppure la rilevanza degli scambi finanziari con l'estero.
Tuttavia, un metodo di listing spontaneo e non ufficializzato a livello internazionale, che si è rivelato molto efficace, sembra essere l'individuazione dei clienti degli intermediari finanziari che operano nel paradiso fiscale. Si colpirebbero così sia gli intermediari, sia le giurisdizioni dove questi hanno sede.

### AEOI. Lo scambio automatico di informazioni
Originariamente, il Model Agreement dellʼOCSE prevedeva uno scambio automatico di informazioni solamente opzionale. Tuttavia, tale modello di scambio su richiesta è stato ritenuto poco efficiente da alcuni, i quali ritengono che accordi costruiti in tal modo non forniscano un illimitato obbligo di scambio di informazioni, ma anzi pongano limitazioni allo scambio, limitazioni tali da minare, o addirittura impedire, lo scambio di informazioni stesso.
Il 13 aprile 2013, i leader mondiali e i governatori delle banche centrali supportarono lo scambio automatico di informazioni, in sostituzione dello scambio su richiesta (e dello scambio automatico in via opzionale), come il nuovo strumento cardine per la cooperazione tra amministrazioni fiscali incaricando lʼOCSE di elaborare uno standard in materia di obblighi dichiarativi unico per tutti gli Stati aderenti. 
L'importanza dell'adozione delle AEOI (Automatic Exchange of Information) si è resa evidente dalla necessità di individuare degli strumenti alternativi e più adatti dei sistemi precedenti per contrastare l'evasione verso i paradisi fiscali. Poiché, infatti, a seguito della crescita del fenomeno della globalizzazione e soprattutto della digitalizzazione, tra le altre cose, anche del mondo finanziario, le specialità delle modalità di evasione fiscale si sono ampliate e rese sempre più complesse nella loro individuazione. La fiscalità ha quindi “tentato di seguire l'economia oltre confine”.
Lo scambio automatico di informazioni consiste “nella trasmissione sistematica e periodica, senza preventiva richiesta, dallo Stato della fonte del reddito allo Stato di residenza di un insieme di informazioni preventivamente determinate”. Lo scambio può riguardare una sola o diverse categorie di reddito, nonché diverse modalità di attuazione delle procedure specifiche. 
Con la definitiva adozione, nel luglio 2014, dello Standard for Automatic Exchange of Financial Information in Tax Matters, l'OCSE ha consacrato lo scambio automatico di informazioni quale standard della cooperazione amministrativa tra Stati in materia fiscale. Oggi, più di 100 Paesi hanno ufficialmente assunto lʼimpegno di introdurre i nuovi standard OCSE in materia di scambio automatico di informazioni. 
In ultima analisi, gli Standard AEOI si sono dimostrati molto efficaci: in grado di ridurre il deposito di ricchezza nelle giurisdizioni offshore circa del 25%.